# Chloroclystis grisea
Chloroclystis grisea är en fjärilsart som beskrevs av W. Warren 1897. Chloroclystis grisea ingår i släktet Chloroclystis och familjen mätare. Inga underarter finns listade i Catalogue of Life.